# Eugenio de Salazar
Eugenio de Salazar (Madrid, 1530 - Valladolid, 16 de octubre de 1602) fue un escritor español.

## Biografía
Fue hijo del ilustre historiador Pedro de Salazar; estudió leyes en la Alcalá y Salamanca y se licenció en la Universidad de Sigüenza.Se casó en 1557 con Catalina Carrillo, con la que tuvo dos hijos, Fernando y Pedro, y una hija, Eugenia. Pretendió cargos en las cortes de Toledo y de Madrid y fue fiscal a partir de 1560 en la Audiencia de Galicia. En 1567 fue nombrado gobernador de las islas de Tenerife y La Palma. En diciembre de 1573 le nombraron oidor de la Audiencia de Santo Domingo y se trasladó a esa isla. Allí permaneció cuatro años, tras los cuales pasó a Guatemala, donde trabajó como fiscal y promotor de justicia de la Audiencia de Guatemala. En 1581 fue nombrado fiscal de la Audiencia de México para después ser ascendido a oidor en la misma. En 1591 se doctoró en la Universidad Real y Pontificia de México de la que también fue rector en los años 1592 y 1593. Entre 1599 y 1600 volvió a España, pues fue nombrado miembro del Consejo de Indias a solicitud de Felipe III. Con este cargo murió en Valladolid el 16 de octubre de 1602.

## Obra
Compuso un grueso manuscrito titulado Silva de poesía que pensaba editar en México, pero que no llegó a impimirse y ahora se conserva en la Academia de la Historia. Dicha obra se divide en cuatro partes, las tres primeras contienen su poesía amorosa, de ocasión y religiosa, y fueron publicadas en 2019 en la edición realizada por Jaime José Martínez Martín. La última parte consta de cinco cartas en prosa, que son las que han sido más estudiadas, leídas y conocidas. Da a las mismas un contenido misceláneo, siempre en tono festivo y jocoso, de forma que han sido llamadas Cartas jocosas. En ellas describe su visión de la vida, optimista y desenfadada, y va refiriendo las tierras que recorre y las gentes que se le cruzan por el camino; su burla carece de malicia. Pero se conservan más, hasta un número total de diecisiete. Antonio Paz y Meliá editó once en 1902 y la duodécima restante fue dada a conocer por Humberto Maldonado, que la publicó en 1990. Sus temas: la milicia, la Corte, la vida marinera, los catarriberas, la villa de Tormaleo, bromas, incidentes biográficos etc. La prosa de Salazar es espontánea, viva y graciosa. Compuso además un poema alegórico  en tercetos sobre las fases de la vida humana titulada la Navegación del alma. Su preceptiva poética que lleva el nombre de Suma del arte de poesía se conserva en la British Library.